# Moleyur (Kalihundi), Heggadadevankote
Moleyur (Kalihundi) là một làng thuộc tehsil Heggadadevankote, huyện Mysore, bang Karnataka, Ấn Độ.